# Rincón (Chiriquí)
Rincón es un corregimiento del distrito de Gualaca en la provincia de Chiriquí, República de Panamá. La localidad tiene 1.547 habitantes (2010).